# Xantholinus distans
Xantholinus distans – gatunek chrząszcza z rodziny kusakowatych i podrodziny kusaków. Zamieszkuje zachodnią i środkową część Europy.

## Taksonomia
Takson ten opisany został po raz pierwszy w 1853 roku przez Étienne'a Mulsanta i Claudiusa Reya jako odmiana wydłużaka borowego. Jako miejsce typowe wskazano Monts du Lyonnais we Francji. Do rangi odrębnego gatunku wyniósł go w 1857 roku Gustav Kraatz. Dzieli się go na dwa podgatunki:
- Xantholinus distans distans Mulsant & Rey, 1853
- Xantholinus distans schuleri Coiffait, 1958

Ten drugi opisany został w 1958 roku przez Henriego Coiffaita na łamach „Revue Française d'Entomologie”. Jako miejsce typowe wskazano Champ du Feu w Wogezach.

## Morfologia
Chrząszcz o wąskim, silnie wydłużonym ciele długości od 7,5 do 8,5 mm. Głowa jest owalna w zarysie, delikatnie punktowana, poprzecznie mikrorzeźbiona, ubarwiona czarnobrunatnie z czerwonobrunatnymi czułkami i głaszczkami. Przedplecze u podgatunku nominatywnego bywa od jasno- do ciemnobrunatnego, u X. d. schuleri zaś jest czerwonawe, czasem z ciemniejszym przodem. Jego powierzchnia pozbawiona jest mikrorzeźby, występują na niej natomiast grzbietowe szeregi liczące od 10 do 14 punktów oraz liczne punkty rozmieszczone bezładnie na boki od tych szeregów. Pokrywy u X. d. distans są od jasno- do ciemnobrunatnych, u X. d. schuleri zaś czerwonawe. Skrzydła tylnej pary są w pełni wykształcone. Odnóża są krępe, ubarwione żółtoczerwono, o kolczastych goleniach. U X. d. distans odwłok jest cały czarnobrunatny, u X. d. schuleri natomiast ma zaczerwienione krawędzie tylne tergitów piątego i szóstego. Genitalia samca odznaczają się edeagusem o zwiniętym w podwójną lub potrójną spiralkę endofallusie.

## Ekologia i występowanie
Owad ten bytuje na pobrzeżach wód i w okolicach starych drzew. Zasiedla ściółkę.
Gatunek zachodniopalearktyczny. Podgatunek nominatywny znany jest z Wielkiej Brytanii, Francji, Belgii, Niemiec, Szwajcarii, Austrii, Włoch, Finlandii, Estonii, Łotwy, Litwy, Polski, Czech, Mołdawii i Rumunii. Podgatunek X. d. schuleri podawany jest z Francji, Luksemburga, Holandii i Niemiec.
Na „Czerwonej liście gatunków zagrożonych Republiki Czeskiej” umieszczony jest jako gatunek krytycznie zagrożony wymarciem (CR). 